# Storno
Storno (od wł. stornare - odwracać) – zapis anulujący błędną operację księgową. Sposób poprawiania błędów księgowych, polegający na usunięciu ich wpływu na końcowe saldo konta, a w niektórych przypadkach też na obroty. Nie dokonuje się przy tym skreślenia mylnego zapisu (zapis oparty na regule podwójnego zapisu).

## Rodzaje storna

### Storno czarne
Polega ono na dokonaniu zapisu korygującego na tych samych kontach, na których nastąpiło błędne księgowanie, lecz po odwrotnych stronach.
Poprawienie błędu stornem czarnym powoduje zmianę w obrotach (zwiększenie), nie ma natomiast wpływu na wynik finansowy ani również na sumę bilansową.

### Storno czerwone
Polega ono na wykorzystaniu zapisu ujemnego (bilans, konto księgowe). Zapis ten jest powtórzeniem zapisu błędnego (na tych samych kontach i po tych samych stronach), ze znakiem przeciwnym. Powoduje to anulowanie zapisu błędnego. Nie zmienia salda końcowego ani obrotów konta.
Znaku minus nie pisze się dosłownie, natomiast powtarza się zapis kolorem czerwonym (stąd nazwa storno czerwone) lub bierze się go w ramkę. To oznacza, że podczas zamykania konta należy odjąć liczbę, która jest zapisana na czerwono lub jest w ramce, tak jakby przed nią stał znak minus.
Storno czerwone stosuje się w przypadku poprawy zapisów na kontach wynikowych.
Storno czerwone i czarne może być całkowite lub częściowe. Zastosowanie storna całkowitego powoduje korygowanie całej kwoty niepoprawnego zapisu. W przypadku storna częściowego dokonuje się poprawy tylko części zapisu, pozwala na skorygowanie błędnej kwoty do właściwej wysokości poprzez doksięgowanie lub wyksięgowanie różnicy pomiędzy kwotą prawidłową a kwotą błędną. Zasady korygowania błędów księgowych powinny wynikać z polityki rachunkowości przyjętej przez daną jednostkę gospodarczą.
Korekty błędnie dokonanych księgowań dokumentuje się dowodem PK – polecenie księgowania. Dokument ten powinien spełniać wymagania określone w art. 21 ust. 1 ustawy o rachunkowości. W treści dowodu PK należy podać dane identyfikujące błędną operację księgową, dane prawidłowe oraz informacje uzasadniające poprawę nieprawidłowych zapisów.